# Danijar Üsönow
Danijar Törökułowicz Üsönow, kirg. Данияр Төрөкулович Үсөнов (Danijar Toktogułowicz Usenow; ur. 9 marca 1960 we Frunze) – kirgiski polityk, wicepremier w latach 2005–2007, burmistrz Biszkeku w latach 2007–2008. Premier Kirgistanu od 21 października 2009 do 7 kwietnia 2010, zrezygnował ze stanowiska w czasie antyrządowej rewolucji w 2010.

## Życiorys
Danijar Üsönow urodził się w 1960 we Frunze (ob. Biszkek). W 1982 ukończył Politechnikę we Frunze. Od 1982 do 1984 odbywał służbę wojskową w armii radzieckiej. W latach 1984–1990 pracował jako inżynier na wydziale mechanizacji i automatyzacji w zakładzie przemysłowym w Karabałcie.
Na początku lat 90. XX w. rozpoczął karierę polityczną. W latach 1990–1992 był pierwszym wiceprzewodniczącym rady wykonawczej Karabałty. Jednocześnie, od 1990 do 1995 pełnił funkcję deputowanego Rady Miejskiej Karabałty oraz Rady Obwodu Czujskiego. W latach 1992–1993 był asystentem szefa administracji obwodu czujskiego oraz dyrektorem kirgisko-brytyjskiej spółki inwestycyjnej. Od 1994 do 1995 zajmował stanowisko dyrektora generalnego korporacji finansowo-przemysłowej Eridan.
W latach 1995–2000 Üsönow wchodził w skład Zgromadzenia Legislacyjnego Kirgistanu. W styczniu 2000 został skazany wyrokiem sądu za naruszenie cielesności fizycznej. W marcu 2000 Sąd Najwyższy zakazał mu udziału w drugiej turze wyborów parlamentarnych. W tym samym miesiącu komisja wyborcza zakazała mu startu w wyborach prezydenckich z powodu nieprawidłowości w złożonym przez niego oświadczeniu majątkowym i podatkowym.
W czasie tulipanowej rewolucji Danijar Üsönow poparł Kurmanbeka Bakijewa. Od marca 2005 pełnił funkcję tymczasowego wicepremiera. 28 czerwca 2006 objął stanowisko wicepremiera ds. gospodarczych w rządzie premiera Feliksa Kułowa. Zajmował je do końca kadencji rządu w dniu 30 marca 2007. 10 października 2007 został mianowany przez prezydenta Kurmanbeka Bakijewa burmistrzem Biszkeku. Funkcję tę zajmował do 7 lipca 2008. 13 stycznia 2009 Üsönow objął stanowisko szefa administracji prezydenta Bakijewa.

## Premier
20 października 2009, po rezygnacji ze stanowiska premiera przez Igora Czudinowa z powodu prezydenckiego planu reformy strukturalnej administracji, rządząca partia Ak Dżoł nominowała Üsönowa na stanowisko nowego szefa rządu. Decyzję partii zaakceptował prezydent Bakijew. 21 października 2009 oficjalnie mianował Üsönowa na stanowisko premiera, a parlament zatwierdził tę kandydaturę.
6 kwietnia 2010 z powodu społecznego niezadowolenia polityką prezydenta Bakijewa doszło w Kirgistanie antyrządowych zamieszek pod przewodnictwem opozycji. 7 kwietnia 2010 demonstrujący rozpoczęli szturm siedziby prezydenta oraz zdobyli inne budynki administracji państwowej. Wojsko i służby bezpieczeństwa otworzyły ogień do protestujących, w wyniku czego zginęło co najmniej 75 osób, a ponad 1,5 tys. zostało rannych. Wieczorem, po zdobyciu pałacu prezydenckiego przez protestujących, premier Üsönow podał swój gabinet do dymisji. Władzę w państwie przejęła opozycja, która powołała rząd tymczasowy na czele Rozą Otunbajewą. Rząd ogłosił rozwiązanie parlamentu i przejęcie obowiązków prezydenta. Prezydent Bakijew zmuszony był uciekać na południe kraju, odmówił jednak rezygnacji z urzędu, oskarżając odpowiedzialnością za przemoc i śmierć obywateli opozycję.